# Bowery (línea de la Calle Nassau)
Bowery es una estación en la línea de la Calle Nassau del Metro de Nueva York de la B del Brooklyn–Manhattan Transit Corporation (BMT). La estación se encuentra localizada en el distrito Lower East Side en Manhattan entre Bowery y la Calle Delancey, la Calle Essex. La estación es servida todo el tiempo por los trenes del servicio  y .